# Ross Lowell

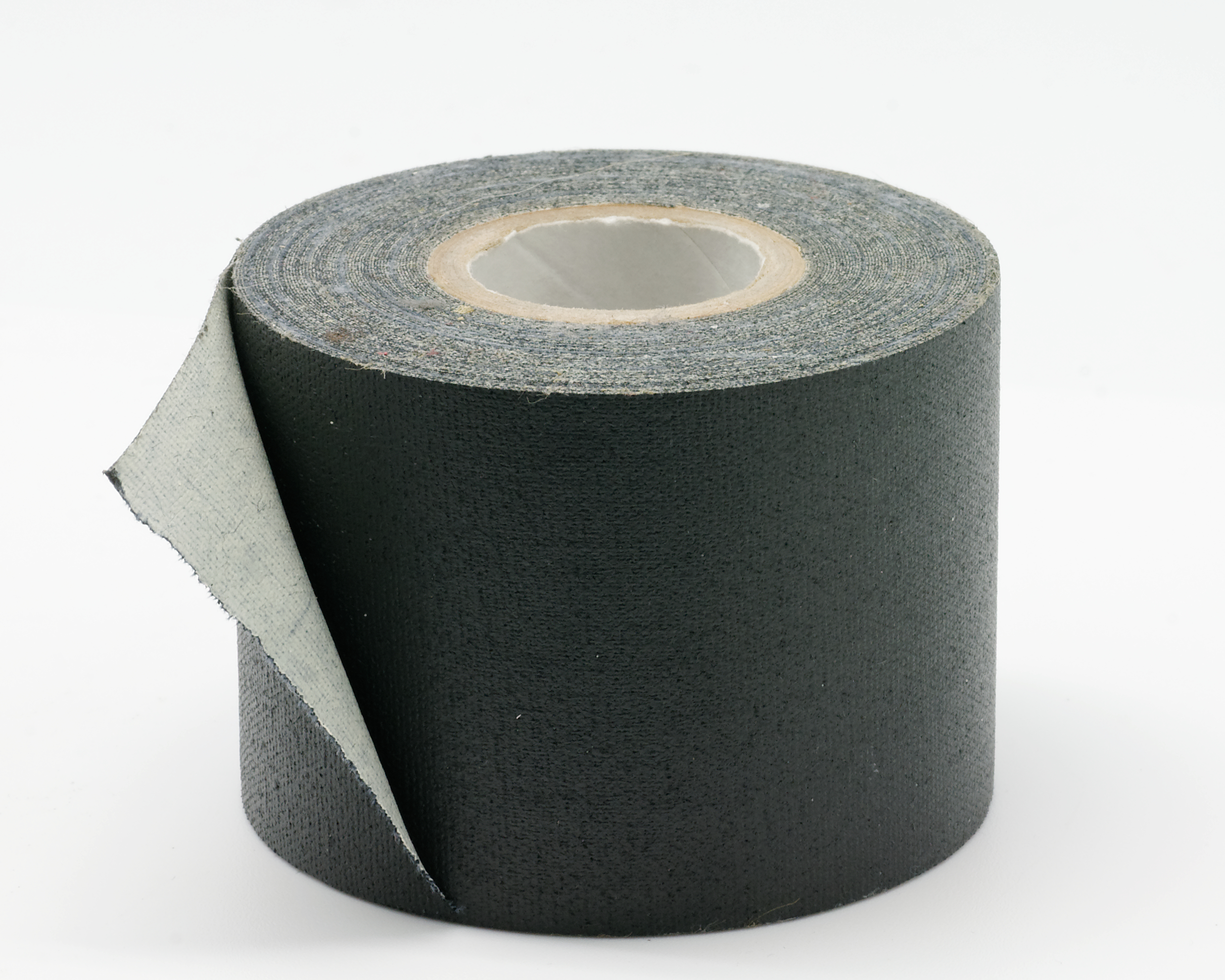
Gafferová páska ulehčila fotografům a filmařům jejich práci

Ross Lowell (10. července 1926 New York – 10. ledna 2019 Westchester County) byl americký vynálezce, fotograf, kameraman, lighting designer, spisovatel a podnikatel, který změnil filmový průmysl se dvěma vynálezy: široce používaným rychloupínacím osvětlovacím systémem a gafferovou páskou. Založil společnost Lowel-Light, výrobce přenosných osvětlovacích zařízení používaných v televizním, filmovém a scénickém osvětlení (stage lighting), s 20 Lowellovými patenty. Ross Lowell získal v roce 1980 cenu Academy Award for Technical Achievement za svůj kompaktní systém osvětlení. V témže roce byl nominován na cenu za nejlepší krátký film Best Short Film, Live Action za jeho 14minutový film Oh Brother, My Brother (1979), popisující jeho dvě malé děti. V roce 1987 získal Lowell Zlatou medaili od společnosti Society of Motion Picture and Television Engineers (SMPTE) "jako uznání jeho mnoha úspěchů, vynálezů a inovativního vývoje v oblasti lehkého osvětlení a osvětlovací techniky."

Lowell pracoval na stovkách dokumentárních a krátkých filmech a televizních reklam. Od roku 1972 vyučoval scénické osvětlení na univerzitě v New Yorku a vedl různé odborné semináře. V roce 1992 napsal knihu o osvětlení Matters of Light and Depth.

## Mládí
Lowell se narodil 10. července 1926 v New Yorku rodičům Leovi a Julietě Lowellovým. Do námořnictva Spojených států nastoupil jako vojenský fotograf během války a po druhé světové válce (1945–1946). Od roku 1948 studoval filmovou tvorbu na Kalifornské univerzitě v Los Angeles, poté na univerzitě v Jižní Karolíně v roce 1949. V roce 1955 Lowell absolvoval letní dílnu na Haystack Mountain School of Crafts; jeho fotografie z té doby ilustrují knihu z roku 2019 In the Vanguard: Haystack Mountain School of Crafts, 1950–1969. Lowell pracoval ve filmovém a televizním průmyslu jako kameraman a osvětlovací režisér.

## Lowel-Light
V letech 1957–1958 dokumentární režisér CBS Stephen E. Fleischman produkoval epizodu televizních seriálů 20. století hlasatele Waltera Cronkita. Epizoda s názvem "The Delinquents: The Highfields Story" (1959) obsahovala mnoho scén točených v Highfields, bývalém panství Lindbergh v New Jersey, kde probíhal experimentální program rehabilitace mladistvých delikventů . Fleischman najal Lowella, aby instaloval dočasný a nenápadný osvětlovací systém, který by mohl zůstat na místě po několik týdnů natáčení. Lowell vynalezl otočný systém kuliček a svorek pro montáž světel a přepracoval lepicí pásku společnosti Johnson & Johnson Permacel tak, že spojil lepidlo Permacel se stříbrnou tkaninou a vytvořil gafferovou pásku, která udržela plochou kovovou desku na okně. Na kulový kloub připojený k desce se mohl namontovat malý přenosný světlomet. Gafferová páska byla teplu odolná a mohla zůstala přilepená po dobu několika měsíců, aniž by zanechala zbytky po jejím odstranění.
Epizoda "Delinquents" byla odvysílaná v lednu 1959 a Lowell spustil společnost Lowell-Light ve steném roce o něco později. Společnost Lowel-Light vyráběla a prodávala kompaktní řešení osvětlení, které sám vyvinul. Společnost byla založena v jeho domovině Stamford, Connecticut. První výrobky používaly vysoce výkonné žárovky, které nevydržely moc dlouho a obsahovaly málo příslušenství. Společnost Lowel-Light postupně představila další příslušenství pro vytvoření přenosného osvětlovacího systému. Vydání časopisu Industrial Photography (Průmyslová fotografie) z roku 1983 prohlásilo: "Když Ross Lowell vynalezl původní Lowelovo světlo, pravděpodobně neměl ani tušení, že jeho malé světlo bude mít tak velký vliv na pracovní návyky jak fotografů i filmařů."

## Lighting book
V roce 1992 vydal Lowell učební příručku Matters of Light and Depth: Creating Memorable Images for Video, Film and Stills Through Lighting vydanou Broad Street Books of Philadelphia. Kniha, složená z aktuálních esejů uspořádaných do osmi kapitol, byla ještě předtím, než vyšla, doporučena odborníkem na fotografickou osvětlovací techniku Jonem Falkem. John Jackman ve své knize o svícení Lighting for Digital Video and Television z roku 2004 uvádí Lowellovu knihu jako "klasiku" na trhu a cituje Lowella: "Je velmi snadné zaměnit efekty a efektivní osvětlení, křiklavé obrazy s nezapomenutelnými, kvantitou jedné svíčky s kvalitou světla."

## Fotografie
Lowellovy fotografie byly vystaveny dvakrát v roce 2010. V květnu vyšla jeho série nazvaná "Time Trails" ("Časové stezky") vystavená v knihovně Pound Ridge Library. O pět měsíců později byla další řada jeho prací vystavena venku v rezervaci Ward Pound Ridge Reservation v New Yorku, na výstavě s názvem "Forest of Possibilities" ("Les možností"). Celkem 24 snímků, každý zvětšen na cca 2.8 m² a vytištěny společností National Geographic Imaging, byly zavěšeny ze stromů v přírodní rezervaci.

## Osobní život
Lowell byl čtyřikrát ženatý. Jeho první manželka byla Anita Kregalová; byli ženatí deset let a měli dceru Lisu. Lowellova třetí manželka Carol mu porodila tři syny: Joshe (1972), Evana (1976) a Bretta (1980). Ross a Carol Lowellovi v roce 1979 natočili krátký film Oh Brother, My Brother, který líčí Joshe a Evana.
V roce 2007 díky své filmové společnosti Big UP Productions natočili jeho synové Josh a Brett film o horolezectví s názvem King Lines, který získal cenu Emmy za nejlepší sportovní dokument.
V roce 2019 čtvrtá manželka Marilyn Shapiro-Lowellová uvedla, že zemřel v Pound Ridge v New Yorku ve věku 92 let. Zůstali po něm jeho čtyři děti, deset vnoučat, sestra a dvě neteře.